# Geschichte der Stadt Stolberg (Rheinland)
Geschichte und Chronik der westrheinischen Stadt Stolberg (Rhld.)
HRR = Heiliges Römisches Reich, Frk. = Frankreich
Stolbergs Geschichte ist durch die Lage in der Voreifel im engen Tal des Vichtbachs und seiner Bodenschätze geprägt. Politisch beschränkte sich Stolberg bis ins 20. Jahrhundert auf das untere Vichttal, während weite Teile des heutigen Stadtgebiets zur Reichsabtei Kornelimünster, zu Eschweiler oder später auch zu den selbständigen Gemeinden Kornelimünster, Büsbach, Gressenich, Hastenrath und Roetgen gehörten. Die Geschichte dieser Gebiete wird hier nur insoweit berücksichtigt, als sie für Stolbergs Gesamtentwicklung von Belang ist.

## Vorgeschichte
Älteste Spuren menschlicher Besiedlung wurden um 1965 bei Büsbach auf dem waldfreien Brockenberg gefunden. Dort wurde eine Kulturschicht mit Kleingeräten der frühen Mittelsteinzeit (etwa um 10.000 v. Chr.) entdeckt. Weitere Funde am Brockenberg und bei Gut Tannenbusch stammen aus der Jungsteinzeit (um 5.000 bis 1.900 v. Chr.). Auch in Zweifall und Schevenhütte lassen Funde auf steinzeitliche Verweilplätze schließen.

## Kelten und Römer
Aus dem Keltischen stammen in Stolberg die Gewässernamen Inde, Vicht und Wehe. In der Nähe der Staumauer der Wehebachtalsperre bei Schevenhütte wurden Reste einer keltischen Fliehburg aus der Eisenzeit gefunden. Funde lassen auf einen Ursprung der Messing- und Eisenindustrie auf dem heutigen Stadtgebiet in der Kelten- und Römerzeit schließen. In Atsch wurde in der Nähe eines vermuteten Schlachtfeldes eine Eisenschmelze ausgegraben, daneben sind dort römische Siedlungsreste, ein Grabhügel sowie die Reste einer Römerstraße von Aachen nach Jülich bekannt. Wahrscheinlich betrieben die Römer die Anlagen der Eisenschmelze mit keltischen Arbeitern weiter und übernahmen von den Kelten auch das Verfahren, aus Kupfer und Galmei das goldglänzende Messing herzustellen. Ausgedehnte Schlackehalden am Breinigerberg und zwischen Diepenlinchen und dem Römerfeld in der Mausbacher Heide lassen auf Metallverhüttung bereits in der Römerzeit schließen. Die bei Cuxhaven in einem germanischen Gräberfeld aus dem 2. und 3. Jahrhundert gefundenen Hemmoorer Eimer wurden vermutlich in der Gegend um Gressenich gefertigt und heißen deshalb auch „Gressenicher Eimer“. Am Brockenberg-Hassenberg wurden Siedlungsspuren aus der Römerzeit, und zwar aus dem 1. bis 3. Jahrhundert n. Chr., gefunden. Eine Nebenstrecke der Römerstraße von Bavay (Nordfrankreich) über Kornelimünster nach Köln verlief über Dorff und Hassenberg südöstlich von Büsbach in Richtung Jülich. Auf dem heutigen Burgfelsen vermutet man eine römische Straßenwarte.

## Mittelalter: 12. bis 16. Jahrhundert

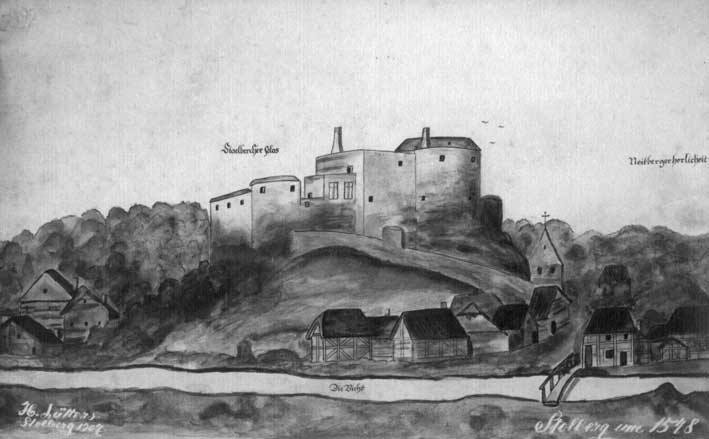
Älteste überlieferte Darstellung der Burg Stolberg aus dem 16. Jahrhundert

Stolberg wurde urkundlich erstmals 1118 erwähnt, als Reinardus von Staelburg die Gründungsurkunde des St.-Georgs-Stifts zu Wassenberg mitunterzeichnete. Der Sitz der Herren von Stalburg war die Burg Stolberg. Burgherren waren im 13. und 14. Jahrhundert eine Linie des Geschlechts von Salm-Reifferscheid und dann Reinhard II. von Schönforst aus dem heutigen Aachener Stadtteil Forst. Stolberg kam 1396 an das Herzogtum Jülich. Bis 1402 beherrschte Herzog Wilhelm III. von Jülich das Gebiet. Von 1402 bis 1423 regierte Herzog Rainald von Jülich und Geldern. Herzog Adolf von Jülich und Berg beherrschte Stolberg zwischen 1423 und 1437, ehe Herzog Gerhard von Jülich und Berg die Herrschaft übernahm, der das Gebiet am 13. Juli 1445 an Ritter Wilhelm von Nesselrode verpfändete. Noch im gleichen Jahrhundert belehnten die Herzöge das Geschlecht derer von Nesselrode mit Stolberg, im 16. und 17. Jahrhundert das Geschlecht derer von Efferen mit der Unterherrschaft Stolberg. Gemäß J. Fabricius war Stolberg im Jülicher Herzogtum „ursprünglich eine Burg und ein Rittersitz im Amt Eschweiler an der Grenze zum Amt Wilhelmstein und dem jenseits des Vichtbaches gelegenen Gebiets der Reichsabtei Kornelimünster“. Die Grenze der beiden Ämter markierte ein kleiner, in den Vichtbach mündender Wassergraben. Der zum Amt Wilhelmstein gehörige Teil hieß 'Berger Seite' und unterstand dem Gericht Nothberg. Er umfasste den Finkenberg. Am 28. Februar 1644 wurde dem Burgherrn erneut nach 1629 und diesmal definitiv die Jurisdiktion auf der Berger Seite nach jahrelangen Kompetenzstreitigkeiten mit dem Amt Wilhelmstein und dem Gericht Nothberg verliehen. Nur die Steuern sollten nach wie vor an das Amt Wilhelmstein gezahlt werden. 1777 wurde die Berger Seite aufgrund eines kurfürstlichen Edikts vollständig in die Herrlichkeit Stolberg eingegliedert. Bis 1789 blieb die Herrlichkeit Stolberg in den verschwägerten Linien der Familien von Frentz und von Beissel und bildete eine eigene Unterherrschaft im Oberamt Jülich bzw. Herzogtum Jülich, die nur von Binsfeldhammer bis zum Zusammenfluss von Inde und Vichtbach am Schnorrenfeld reichte und sich über ein Territorium von 318 ha erstreckte. Nördlich lag das jülichsche Amt Eschweiler, das später im Amt Wilhelmstein aufging, und östlich die jülichschen Ämter Wilhelmstein und Wehrmeisterei, das die heutigen Stadtteile Schevenhütte und Zweifall umfasste (östlich von Vicht und Hasselbach, der übrige Teil des Ortes gehörte zum Amt Montjoie) und sich Gressenich und teilweise Vicht und Mausbach mit der Reichsabtei Kornelimünster teilte, die sich westlich und südlich der Unterherrschaft Stolberg erstreckte und außerdem die heutigen Stolberger Stadtteile Münsterbusch, Büsbach, Breinig, Dorff und Venwegen umfasste.
1324 wurde erstmals das „dorf Staylburg“ erwähnt, dessen jährlicher Zins sich auf 58 Kapaune und 8 Hühner belief. Im Schatten der Burg siedelten sich ab der Mitte des 15. Jahrhunderts Handwerker an, die Eisen, Kupfer, Blei, Gold und Silber verhütteten. Im Jahre 1496 soll der Ort Stolberg nur aus zwei bis drei Häusern bestanden und selbst 1569 nur elf bis zwölf Häuser umfasst haben. Die farbige Karte, die der Künstler Egidius Waschaple im Jahre 1548 für einen Rechtsstreit des Burgherrn mit dem Abt von Kornelimünster anfertigte, zeigt ebenfalls nur zwölf Häuser und drei Mühlen. Neben der Unterherrschaft entwickelte sich – wohl getragen durch das Selbstbewusstsein der Kupfermeister – bis zum Ende des 17. Jahrhunderts eine Ortsgemeinde mit Bürgermeister, die als Anfang der kommunalen Selbstverwaltung in Stolberg angesehen werden können. Aus dem Jahre 1738 liegt das erste Protokoll einer Bürgermeisterwahl vor. Die Straßen und Gassen des Ortes waren Ende des 18. Jahrhunderts die damalige Hauptstraße (heute Burgstraße), die Katzhecke und die Enkerei.

## Älteste Messingstadt der Welt

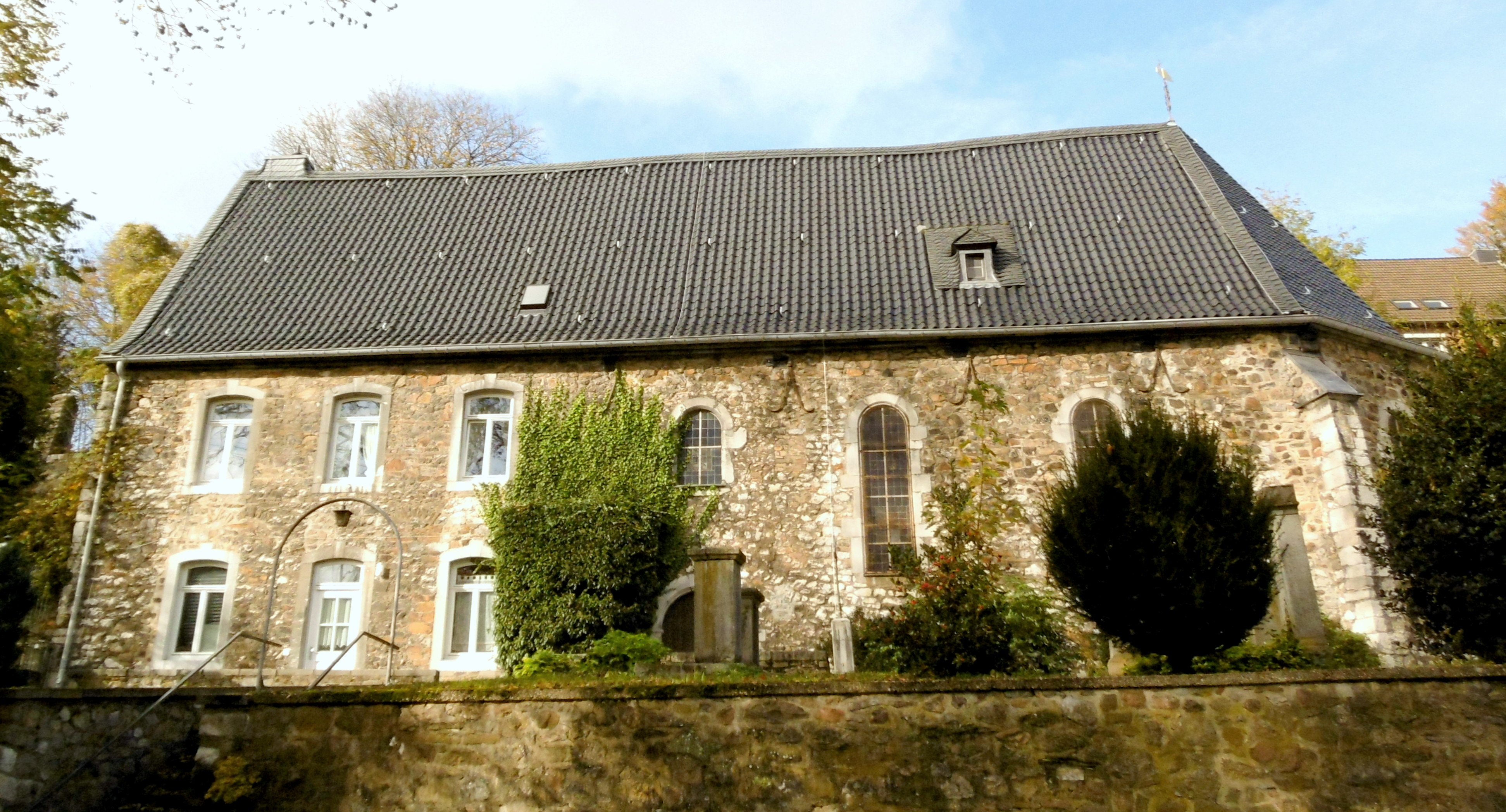
Luth. Vogelsangkirche

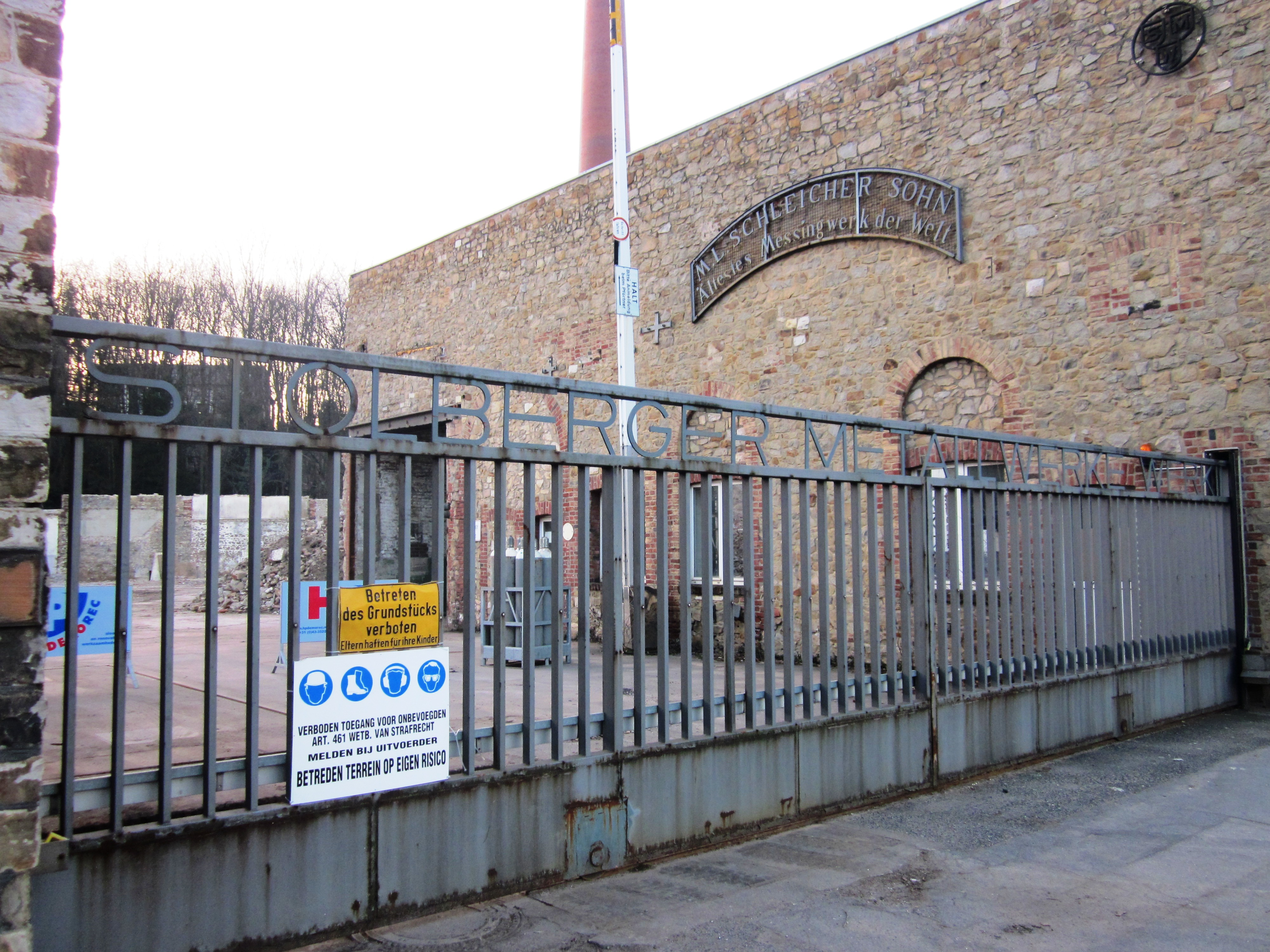
„Ältestes Messingwerk der Welt“

Um 1600 gestattete der Burgherr von Effern protestantischen Kupfermeistern aus Aachen die Übersiedlung in sein Gebiet, nachdem diese auf Grund der Aachener Religionsunruhen von dort geflüchtet waren. Sie brachten Kenntnisse der Messingherstellung mit, bei der Kupfer mit dem örtlichen Galmei bzw. Zinkblende legiert und unter Ausnutzung der Wasserkraft des Vichtbachs weiter verarbeitet wurde. Da man sich noch nicht über die Rolle des Zinks im Klaren war, das erst Anfang des 19. Jahrhunderts als Element erkannt wurde, nannte man Messing auch „gelbes Kupfer“. Daher rühren die bis heute gebräuchlichen Bezeichnungen „Kupfermeister“ und „Kupferstadt“. Am Oberlauf des Vichtbachs und am Wehebach in Schevenhütte betrieben die Reitmeister in der frühen Neuzeit auf dem heutigen Stolberger Stadtgebiet Eisengewinnung und -verarbeitung. Ihre Produktionsstätten, die Reitwerke, sind teilweise noch heute erhalten (Junkershammer, Neuenhammer, Platenhammer). Durch die Kupfermeister und Reitmeister wurde ein wirtschaftlicher Aufschwung eingeleitet. Stolberg war eines von wenigen Zentren der Messingherstellung weltweit und hatte in Europa nahezu eine Monopolstellung. Vor diesem Hintergrund nennt sich Stolberg heute gerne „älteste Messingstadt der Welt“. Von dieser Blütezeit der Frühindustrialisierung künden noch heute zahlreiche Baudenkmäler wie die Kupferhöfe. Sie dienten nicht nur als Produktionsstätten, die für unruhige Zeiten als Burgen ausgebaut wurden, sondern belegen in ihrem prachtvollen Ausbau im Barockstil den großbürgerlichen Repräsentationswillen der Kupfermeistergeschlechter, der sich außerdem in Familienwappen nahezu aristokratisch äußert. Ferner wurde in Stolberg 1647 die Vogelsangkirche als erste linksrheinische lutherische Kirche errichtet, während auf dem Finkenberg eine calvinistische Kirche entstand. Bei ihr befindet sich der Kupfermeisterfriedhof mit zahlreichen großbürgerlichen Gräbern.

## Franzosenzeit

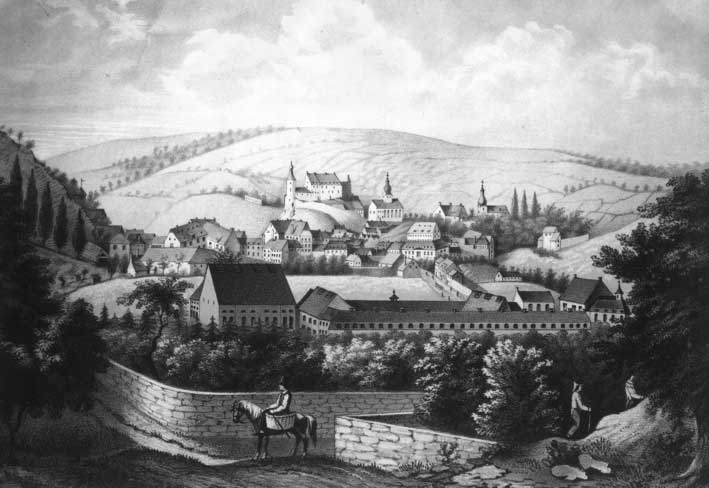
Stolberg um 1800 (Blick vom Kranensterz in Büsbach)

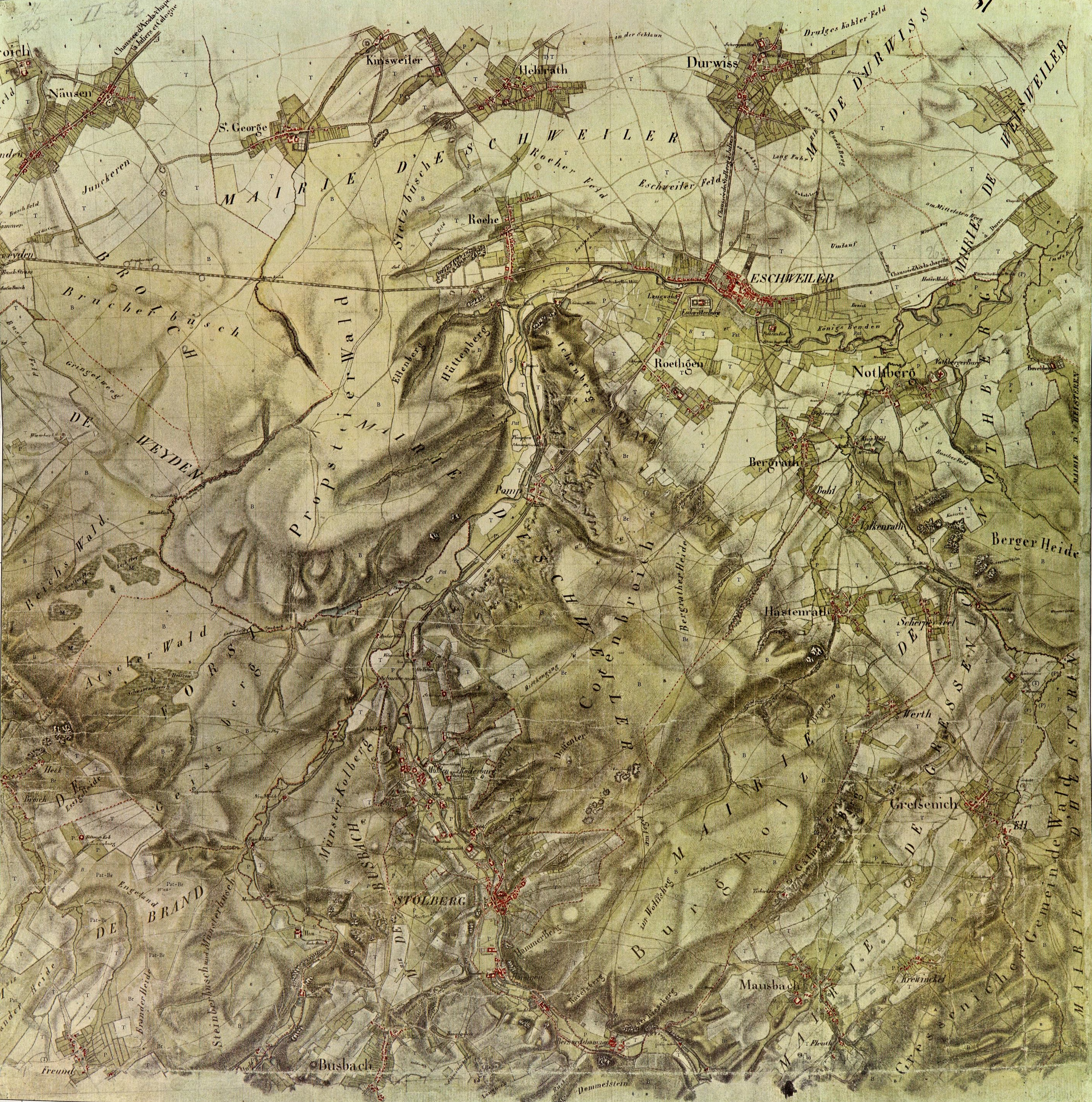
Der Raum Eschweiler und Stolberg um 1800

Als Franzosenzeit bezeichnet man die Epoche französischer Dominanz und – auch indirekter – Herrschaft über große Teile Europas zwischen 1792 und 1815 nach der Französischen Revolution und den Koalitionskriegen, die zeitweilig Einfluss auf den gesamten deutschsprachigen Raum hatte. Nach der Besetzung Aachens durch die französischen Generäle Desforest und Stengel hielt ein Truppenteil unter Fregeville Stolberg besetzt. Die Franzosen wurden zwar von den Österreichern in der Schlacht bei Aldenhoven bis zur französischen Grenze zurückgedrängt, rückten dann aber 1794 erneut über Münsterbusch in Stolberg ein. Die Franzosen ernannten den Bürger Hermann Peltzer zum General-Administrator.
Im Namen der Zentralverwaltung in Aachen setzte er die beiden Bürgermeister Johann Peter Schmitz und Heinrich Beckers samt acht Beigeordneten ab. Später wurde Johann Adam Schleicher zum Maire ernannt und die vier Bürger Laurenz Lynen Sohn, Johann Wilhelm Scheibler, Johann Graff und Johann Wilhelm Dahmen zu Bürgerräten. 1795 bestimmte man Dahmen dann zum Maire und Johann Haahs und Jakob Braun zu Beisitzern. Während der Zugehörigkeit des linksrheinischen Gebiets zu Frankreich von 1794 bis 1815 bildete Stolberg eine Mairie, die wie die Mairien Gressenich und Büsbach zum Kanton Eschweiler im Arrondissement d’Aix-la-Chapelle im 1801 gegründeten Département de la Roer gehörte. Die Kontinentalsperre verhalf der seit der zweiten Hälfte des 18. Jahrhunderts angeschlagenen Stolberger Messingindustrie zu einer Atempause und letzten Blüte. Von 1802 bis 1931 bestand die Handelskammer Stolberg.

## Preußen und Kaiserzeit

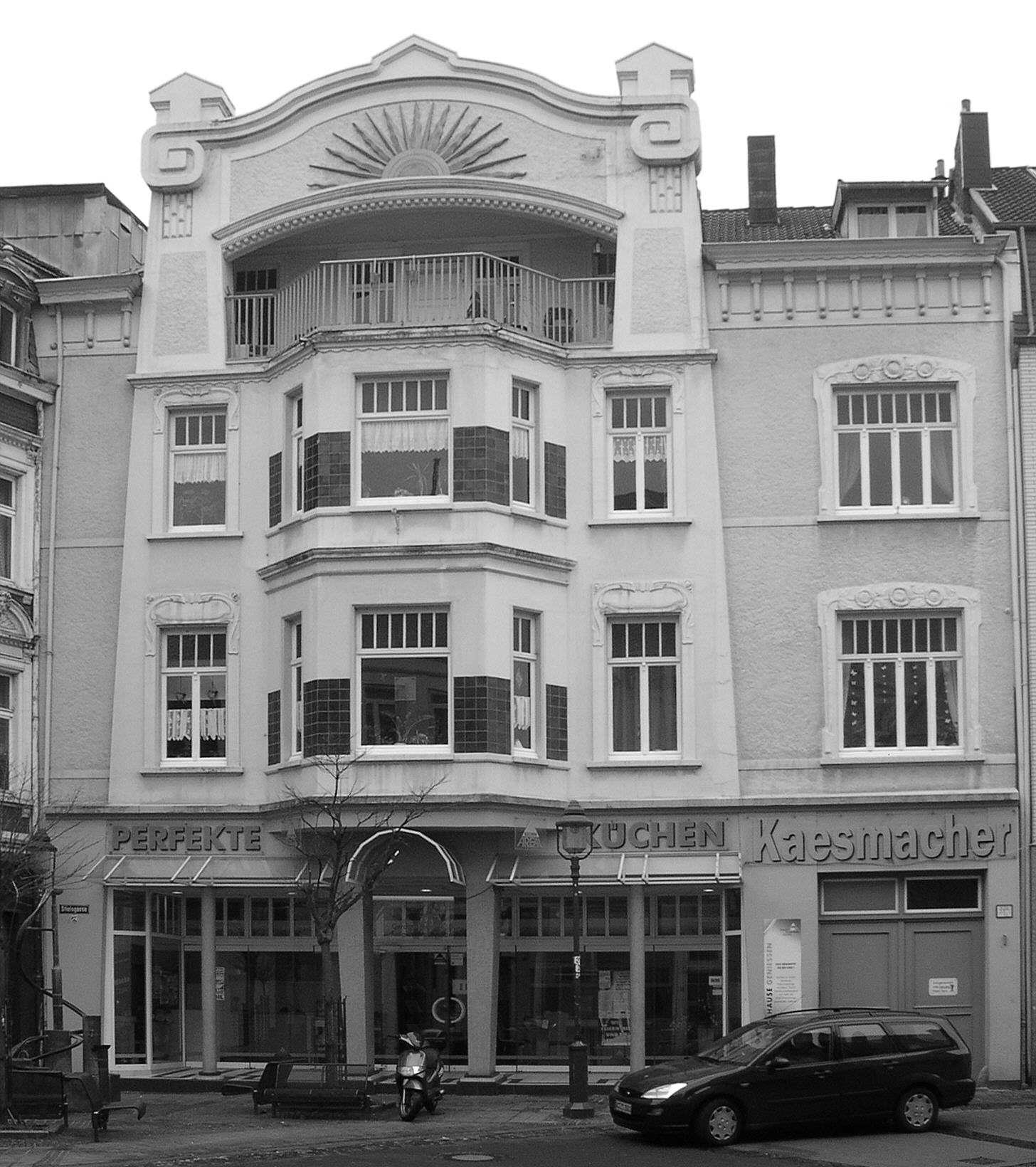
Jugendstilhaus Stielsgasse

1815 fiel Stolberg nach dem Sturz Napoleons an Preußen und wurde 1816 eine Bürgermeisterei. Erster Bürgermeister wurde Conrad Esajas Michels. Stolberg war mit knapp 2.600 Einwohnern in 334 Häusern die kleinste Gemeinde im Landkreis Aachen, dem die Stadt seither angehört. Außerdem wurde der Kreis dem Regierungsbezirk Aachen zugeordnet, dessen Teil er bis zu dessen Eingliederung in den Regierungsbezirk Köln 1972 war. Der Regierungsbezirk Aachen, und damit auch Stolberg, kamen zuerst zur preußischen Provinz Großherzogtum Niederrhein, die 1822 mit der Provinz Jülich-Kleve-Berg zur Rheinprovinz vereinigt wurde. Die beiden protestantischen Gemeinden vollzogen den vom preußischen König 1817 empfohlenen Zusammenschluss zu einer reformierten Gemeinde in Stolberg erst 1860.
1823 erhielt Stolberg von Eschweiler den Stadtteil Mühle. Am heutigen Kaiserplatz wurde 1837 ein neues Rathaus im klassizistischen Stil errichtet.
Durch den Anschluss an Preußen verlor die Stolberger Metallindustrie ihren französischen Absatzmarkt und geriet in eine schwierige Randlage, die jedoch durch den Einsatz moderner Techniken wie der Dampfmaschine und der neu entwickelten Zinkverarbeitung überwunden werden konnte. Blei und vor allem Zink lösten Messing als wichtigste Metalle der Stolberger Wirtschaft ab. Neben der Blei- und Zinkindustrie setzten die Glasindustrie und chemische Industrie die Diversifizierung der Wirtschaft fort, die bereits 1719 Mathias von Asten mit dem Beginn von Tuchherstellung im Kupferhof Knautzenhof eingeleitet hatte. Im Rahmen dieses Strukturwandels wurden aus den Kupfermeisterfamilien Fabrikanten. Die Produktion verlagerte sich aus den nun beengten Kupferhöfen in größere, ziegelgemauerte Fabriken. Die Industrialisierung wurde entscheidend durch die Brüder John und James Cockerill vorangetrieben. Für Stolberg war ein „zweites Seraing“ geplant. In Münsterbusch und Mühle entstand im Rahmen des Aachener Reviers eine der ersten Industrielandschaften Deutschlands.

## Eisenbahnanbindung und Stadtrechte

Eisenbahnentwicklung im 19. Jahrhundert in Stolberg

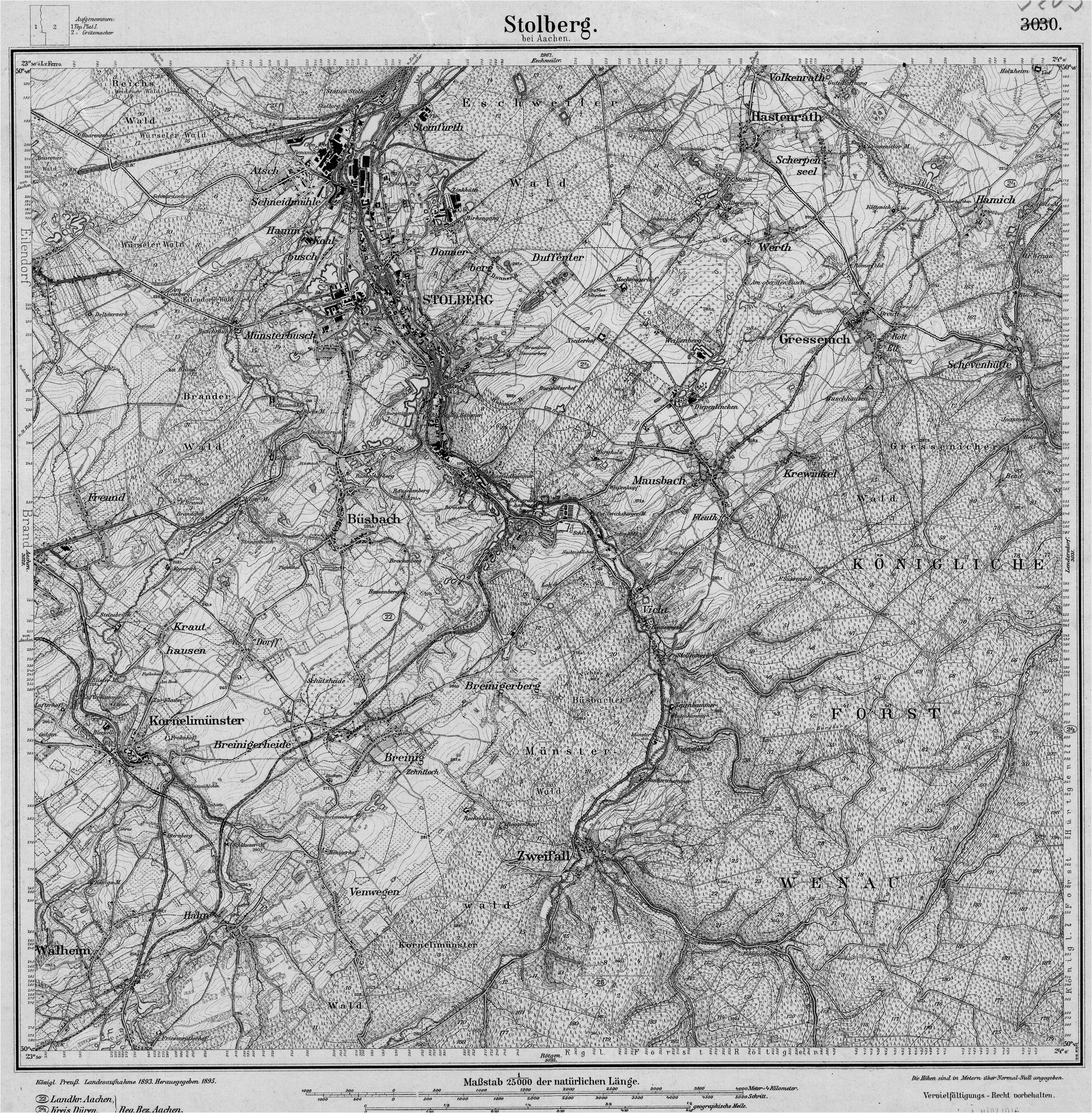
Stolberg um 1900

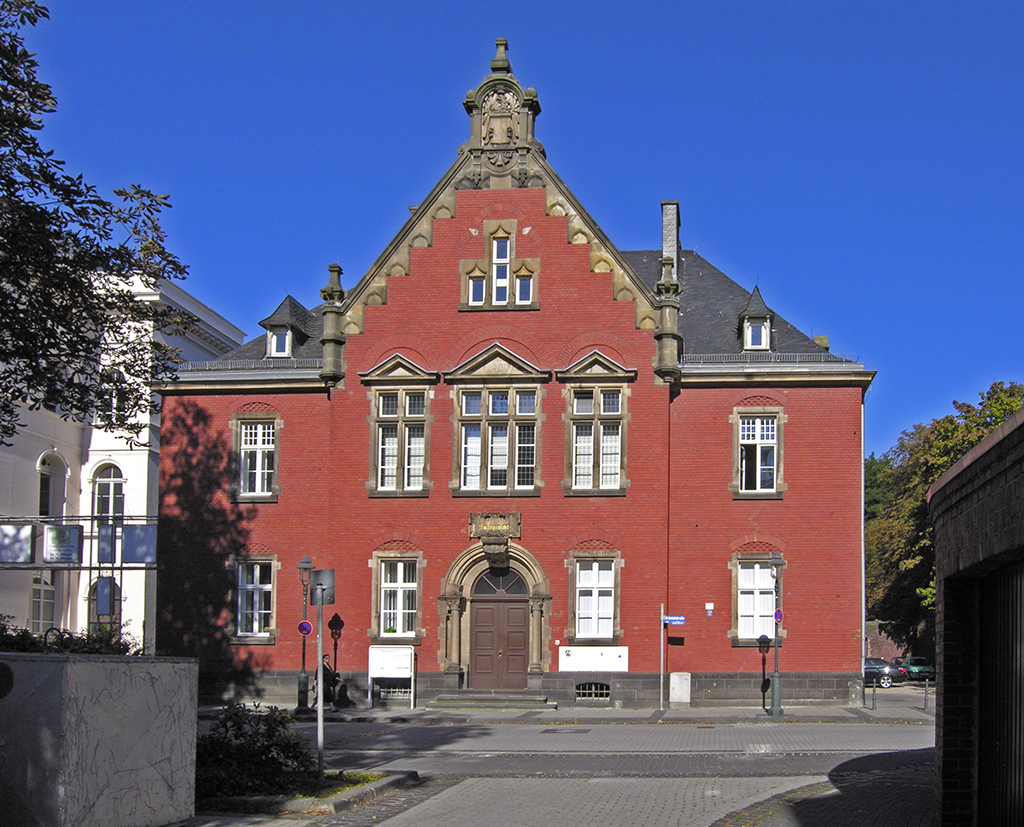
Ehemaliges Amtsgericht am Kaiserplatz

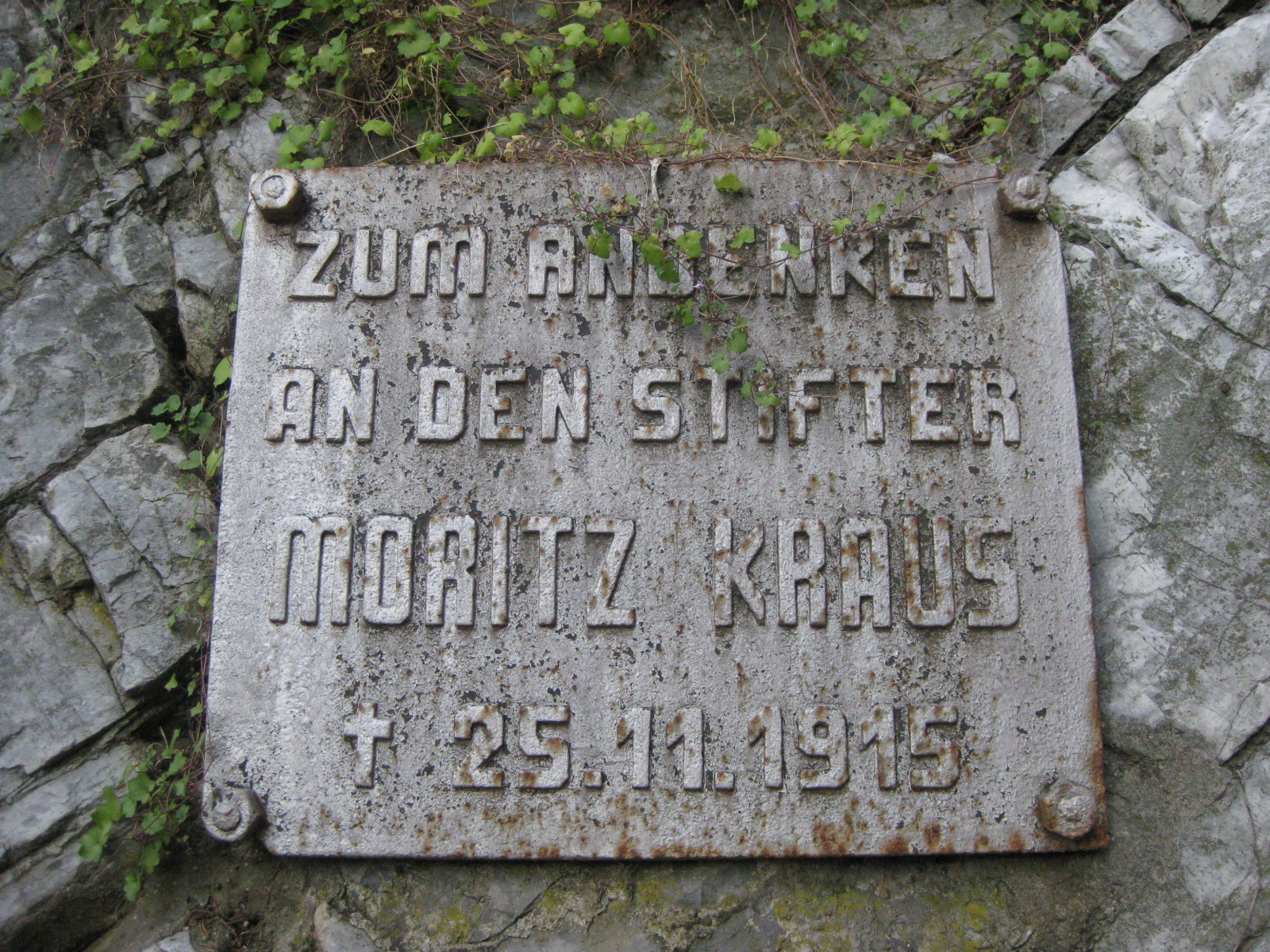
Gedenkschild an Moritz Kraus an der Burg Stolberg

1841 wurde Stolberg ans Eisenbahnnetz angeschlossen und erhielt einen eigenen Haltepunkt auf Eilendorfer Gebiet („Station Stolberg“). Durch den Bau der Stolberger Talbahn im Vichtbachtal 1867, 1881 und 1889 wurde die Eisenbahnanbindung der Stolberger Firmen verbessert und ein Anschluss an die Vennbahn hergestellt. 1888 wurde der Bahnhof mit Namen „Stolberg Bf.“ (später „Stolberg Hbf.“) auf Eschweiler Territorium errichtet.
Aufgrund der Rheinischen Städteordnung erhielt Stolberg 1856 auf Antrag die preußischen Stadtrechte, obwohl es nicht die geforderten 10.000 Einwohner aufweisen konnte, aber wegen seiner gewerblichen Struktur Mitglied des Provinziallandtags wurde.
Der Aufschwung der Industrialisierung schlug sich auch im Stadtbild nieder. Im Steinweg und der Rathausstraße entstanden gründerzeitliche Bürgerhäuser und Villen der Fabrikbesitzer, während in den ärmlichen Teilen der Altstadt, wie z. B. Vogelsang, die Unterschicht und die Fabrikarbeiter lebten. In der zweiten Hälfte des 19. Jahrhunderts bemühten sich der evangelische, von Preußen eingesetzte Bürgermeister und Leutnant a. D. Friedrich von Werner und der katholische Pfarrer von St. Lucia Roland Ritzefeld, die sozialen Folgen der Industrialisierung abzumildern und die Modernisierung Stolbergs außerhalb der Wirtschaft voranzutreiben. Auf Betreiben Ritzefelds richtete die Pfarre St. Lucia 1866 im ehemaligen Kupferhof Steinfeld das Bethlehem-Krankenhaus ein.
1888 ersteigert der Industrielle Moritz Kraus die Burg Stolberg und lässt sie in ihrer heutigen Form wiederaufbauen.
Um die Jahrhundertwende wurden am Kaiserplatz ein Amtsgericht, eine Hauptpost und das Goethe-Gymnasium errichtet, ferner in unmittelbarer Nähe die Volksschule Grüntal. Ein Standbild des Kaisers Wilhelm I. aus dem Jahre 1897, das dem Kaiserplatz bis heute seinen Namen gab, wurde von den alliierten Besatzungstruppen nach dem Ersten Weltkrieg entfernt. Im Stadtteil Unterstolberg/Mühle entstanden die Pfarrkirche Mariä-Himmelfahrt und die Volksschule an der Herrmannstraße. 1913 kamen von der Gemeinde Büsbach die Gebiete Schneidmühle und Jordansberg zu Stolberg.

## Weimarer Republik: Demokratisierung
Infolge des Friedensvertrages von Versailles war Stolberg von 1919 bis 1929 von alliierten Truppen von Belgiern und Franzosen besetzt (Alliierte Rheinlandbesetzung). Wie dem übrigen Rheinland blieben ihm so die bürgerkriegsähnlichen Wirren zu Beginn der Weimarer Demokratie erspart. In Büsbach beendete die Bevölkerung ein separatistisches Intermezzo. Die Gründung der Weimarer Republik brachte es mit sich, dass die Bürgermeister nicht mehr von oben eingesetzt, sondern vom Stadtrat gewählt wurden. Das preußische Dreiklassenwahlrecht wurde zugunsten des gleichen Wahlrechts aufgegeben, das erstmals auch Frauen aktiv wie passiv ausüben konnten. Die krisenhaften Umstände der Inflationszeit veranlasste die Stadt zusammen mit dem benachbarten Eschweiler Notgeld herauszugeben.

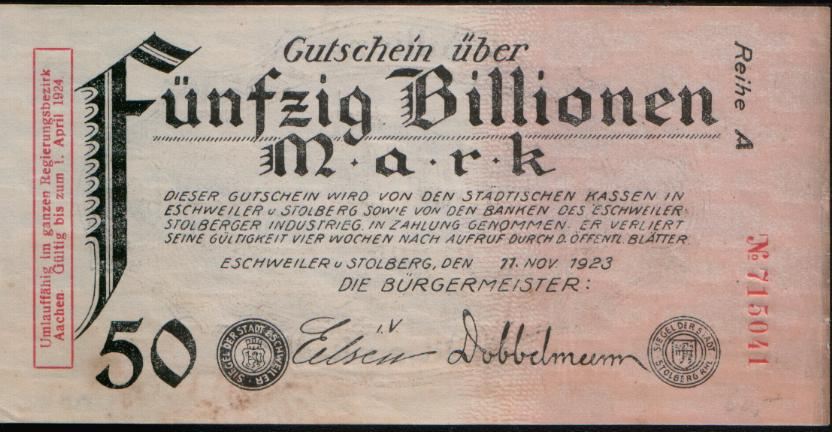
50 Billionen Mark – der höchste Wert, der von den Städten Eschweiler und Stolberg ausgegeben wurde. (Ausgabe am 11. November 1923)

Mitte der 1920er-Jahre waren in Stolberg von etwa 17.000 Einwohnern 1.800 erwerbslos. Die Stadt suchte mit Arbeiterwohnungsbau am Stadtrand Arbeit zu beschaffen. 1920 wurden von der Gemeinde Hastenrath das Gebiet Hammerberg und 1932 der Burgholzer Hof, Niederhof, Hochweger Hof und Steffenshof eingemeindet, der so genannte „Hastenrather Zipfel“. Im Jahr 1930 wurde das Stadtbad in der Grüntalstraße eingeweiht.

## Zeit des Nationalsozialismus
Auch in Stolberg war das Ende der Weimarer Republik von Auseinandersetzungen demokratischer und radikaler Parteien geprägt. Die KPD, die im Vogelsang die meisten Stimmen bekam und deren Treffpunkt das ehemalige Hotel Scheufen war, wurde bei der Kommunalwahl 1929 mit sechs Sitzen im Stadtrat doppelt so stark wie die SPD. Der NSDAP gelang der Sprung in den Stadtrat nicht. Erst zur Zeit der Weltwirtschaftskrise konnte sie vermehrte Wahlerfolge verzeichnen. Ende 1931 wurde Stolberg aufgrund einer Anordnung der Gauleitung Köln-Aachen Sitz der NSDAP-Kreisleitung für den Kreis Aachen, während in den umliegenden Städten Ortsgruppen verblieben. An der Ecke Schellerweg/Rathausstraße (Rathausstr. 49) stand das so genannte 'Braune Haus', das 'Haus Metropol' wurde der Sitz des „Westdeutschen Beobachters“. Bei den Kommunalwahlen mit einer Wahlbeteiligung von 74,4 % am 12. März 1933 erzielte das Zentrum zehn Sitze (minus zwei), die NSDAP neun (plus neun), KPD vier (minus zwei), SPD drei (unverändert), die Kampffront Schwarz-weiß-rot einen, und die Prehlerpartei (ein Zusammenschluss kleiner Einzelhändler und Handwerker) einen. Sieben Zentrums-Stadtverordnete sowie die Mandatsträger der Kampffront Schwarz-weiß-rot und der Prehlerpartei traten der NSDAP als Hospitanten bei; die Zentrumsabgeordnete Christine Büngens nahm die Wahl nicht an, ebenso die beiden KPD-Abgeordneten Reinhard Schirbach und Juliane Decker. Für sie durften nach dem Runderlass des Ministers des Inneren vom 20. März 1933 keine Ersatzmitglieder nachrücken. Dieser Runderlass verhinderte auch, dass die gewählten Ratsherren Peter Winterich und Jakob Radermacher für die KPD ihre Mandate antraten. Bis zum 14. Juli legten der Sozialdemokrat August Meurer und die Zentrumsabgeordneten Claus Robert, Matthias Souren und Louis Hülsen ihre Stadtratsmandate nieder. Ludwig Lude von der SPD durfte aufgrund eines Runderlasses des Innenministers vom 23. Juni nicht nachrücken, die übrigen Sozialdemokraten durften ihre Mandate gar nicht antreten. Hochrangige Vertreter des Zentrums verloren in der Stadtverwaltung und im Schulwesen ihre Stelle. Der Leiter der Stadtbücherei entfernte unaufgefordert dem Regime missliebige Literatur. Die HJ verbrannte öffentlich Bücher. Am 1. April 1933 rief die SA auch in Stolberg zum Boykott jüdischer Geschäfte auf. Am 1. Mai 1933 beschloss der Stadtrat umfangreiche Namensänderungen: Das Goethe-Gymnasium hieß fortan „Städtisches Langemarck-Gymnasium“ (1945 rückgängig gemacht), die Neustraße (heutige Salmstraße) Hindenburgstraße, die Oststraße Bismarckstraße, die Hastenrather Straße Horst-Wessel-Straße. Der Steinweg und Teile der Aachener Straße wurden in Adolf-Hitler-Straße umbenannt. Dem Reichspräsidenten Hindenburg sowie Adolf Hitler als Reichskanzler wurden die Ehrenbürgerschaft verliehen. Walther Dobbelmann (DNVP), Bürgermeister von 1906 bis 1934, beantragte auf Druck der NSDAP seine Pensionierung, die am 1. Oktober 1934 erfolgte. Anton Braun, Leiter der Gaurevisionsabteilung, fungierte als Bürgermeister in Stolberg. Engelbert Regh (NSDAP), nach 1945 bis 1955 für die FDP in Stadtrat und Kreistag, wurde am 25. Februar 1935 mit Genehmigung des Gauleiters Grohé vom Regierungspräsidenten Eggert Reeder als Bürgermeister eingeführt. Der Stadtrat verlor nach der deutschen Gemeindeordnung seine Entscheidungskompetenzen an den Bürgermeister, die Ratsherren wurden für sechs Jahre ernannt.
Nach dem Ersten Weltkrieg wurde in Stolberg ein steinernes Ehrenmal für die Gefallenen mit einer knienden Bronzefigur errichtet, die wohl von den Nationalsozialisten um eine weitere, stehende Figur ergänzt wurde. Nach dem Zweiten Weltkrieg wurde die Figurengruppe entfernt und durch ein Eisernes Kreuz aus Stein ersetzt, das in die Ellermühlenstraße verlegt wurde. 1932 wurde auf dem Friedhof Bergstraße ein Denkmal für die Weltkriegsgefallenen mit einer nackten, neoklassizistischen Bronzefigur, dessen Sockel die Inschrift „Ich hatt’ einen Kameraden“ trägt (Künstler: Walther Wolff aus Berlin), dank einer privaten Spende aufgestellt. In seiner Nähe steht ein quaderförmiges Denkmal für die zahlreichen Opfer einer Explosion in der Düngemittelfabrik Schippan 1920 in Atsch. Am 1. Mai 1933 wurden das Städtische Gymnasium und vier Straßen im Sinne der nationalsozialistischen Ideologie umbenannt. Die neu errichtete Mühlener Brücke wurde am 30. Oktober 1937 als „Heinrich Heimes-Brücke“ eingeweiht, benannt nach einem 1914 an der Ostfront gefallenen 17-jährigen Stolberger Gymnasiasten, der sich 16-jährig freiwillig gemeldet hatte.
1935 fand eine Erweiterung des Stadtgebiets statt, die auch die Einwohnerzahl um 11.000 wachsen ließ: Von Eschweiler erhielt Stolberg die Ortsteile Donnerberg, Duffenter, Birkengang, Velau, Steinfurt mit dem Hauptbahnhof Stolberg sowie den Südwesten des Propsteier Waldes (Steinbachshochwald). Dies waren rund 500 Hektar Gebiet mit rund 1.400 Einwohnern und zwei stillgelegten Zinkhütten. Ferner erhielt Stolberg im Westen Atsch von Eilendorf und die Gemeinde Büsbach, die 9.000 Einwohner zählte und die Ortsteile Büsbach, Dorff, Münsterbusch und Kohlbusch umfasste.
In Stolberg wurde 1938 die Pogromnacht der Nachbarorte organisiert. Am 9. November 1938 verwüsteten SA und SS, die sich am Alten Markt gesammelt hatten, die beiden verbliebenen jüdischen Geschäfte in Stolberg: die Schuhgeschäfte Bernhard Wächter und Sigmund Zinader. Juden wurden in der Folge durch eine städtische Anordnung der Besuch von Stadtbad und -bücherei sowie die Benutzung öffentlicher Parkbänke untersagt. Der Betsaal hinter dem Haus Steinweg 78 wurde Anfang 1939 aufgelöst. Jüdische Geschäfte, so das Textilgeschäft von Berthold Wolff im Steinweg, wurden „arisiert“. Durch Flucht und Deportation löste sich die kleine jüdische Gemeinde vollständig auf, die 1933 noch 76 Angehörige hatte. Zwei nichtjüdische Männer retteten ihren jüdischen Frauen das Leben, weil sie sich nicht scheiden ließen. Nachweislich sind unter der NS-Herrschaft mindestens 19 Stolberger Juden ermordet worden oder im Umfeld der „Vernichtungslager“ im Osten verschollen. In KZ und anderen Lagern kamen auch Stolberger Kommunisten sowie unpolitische Regimekritiker ums Leben. Illegale SPD-Parteizellen organisierten der Sozialdemokrat Ludwig Philipp Lude, der parteilose Gewerkschafter Mathieu Wilms, Peter Spiegelmacher und Paul Arentsen. Widerstand kam auch aus dem katholischen Milieu durch Pastor Fritz Keller und Kaplan Joseph Dunkel.

## Zwangsarbeit und Deportation

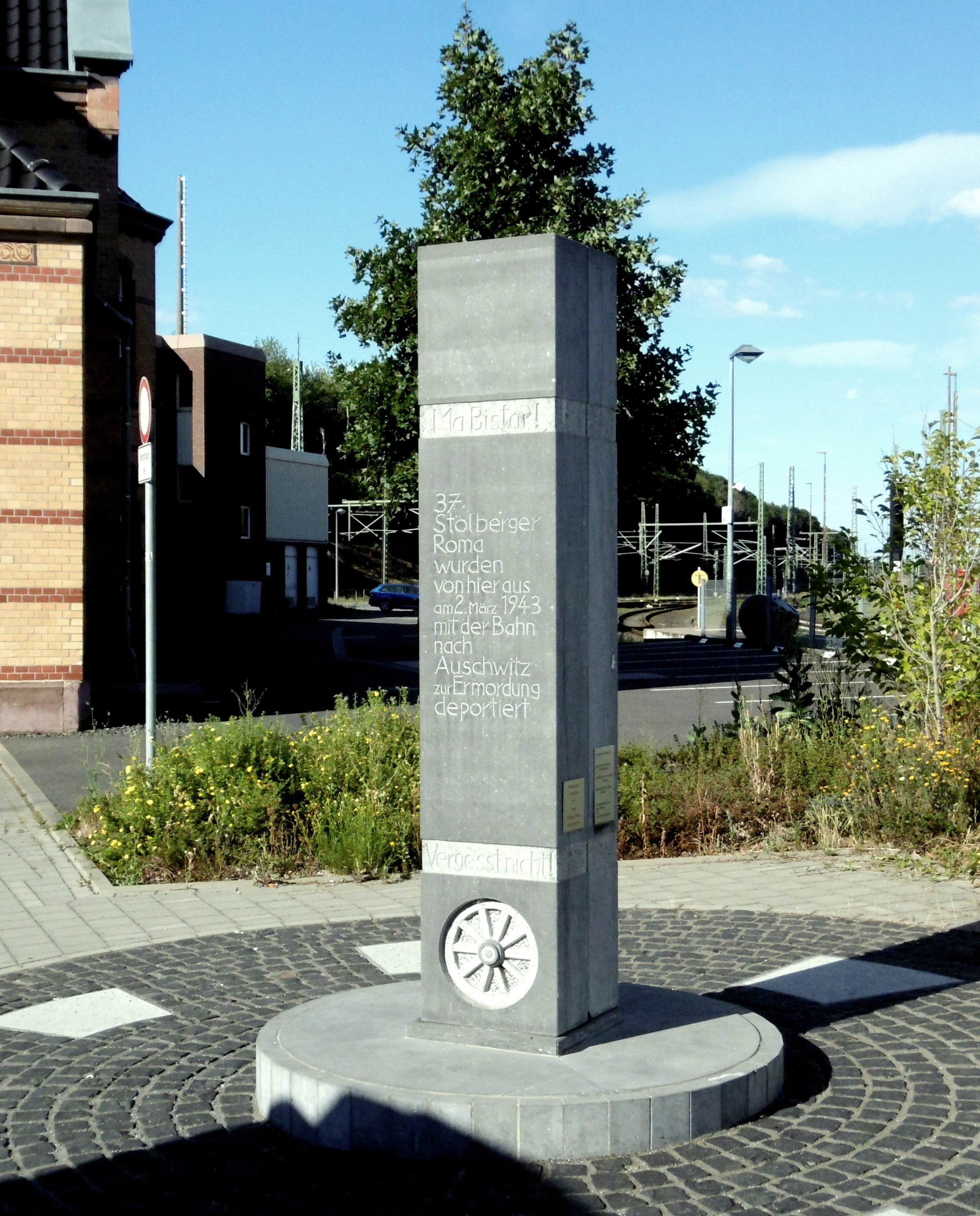
Neues Denkmal für deportierte Romafamilien am Stolberger Hauptbahnhof

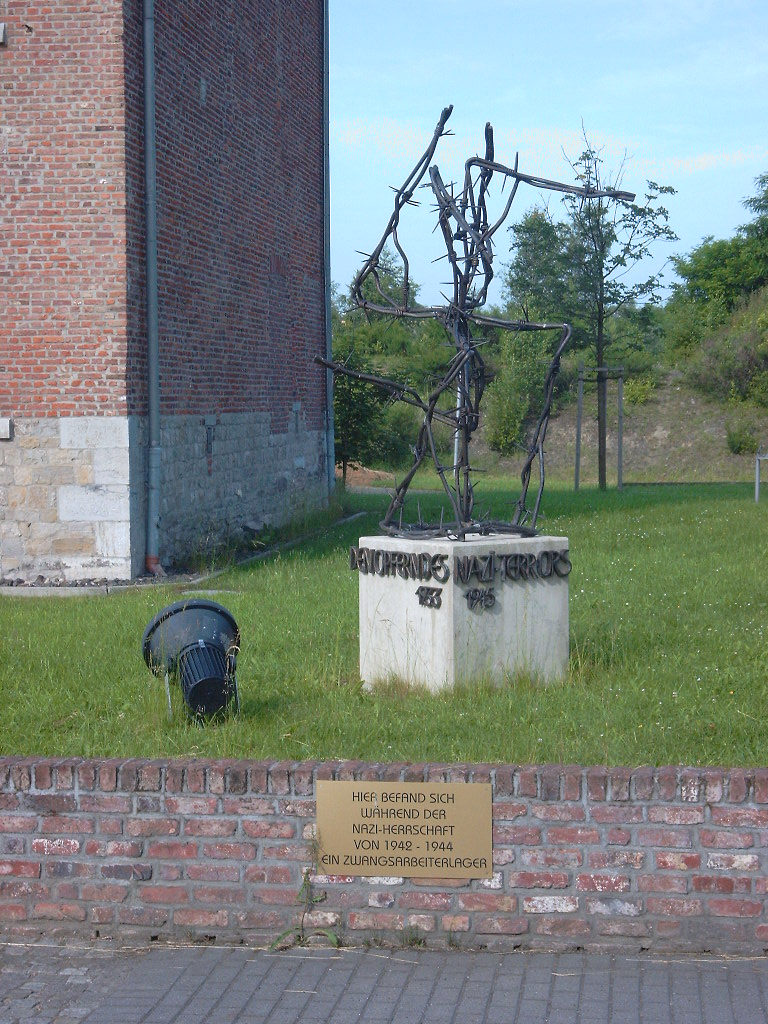
„Hakenkreuz“-Denkmal am Zinkhütter Hof neben der Fabrikantenvilla

Die metallverarbeitende Industrie, vor allem die Firmen Prym und Stolberger Metallwerke, stellte sich im Zweiten Weltkrieg auf die Rüstungsproduktion um. Zwangsarbeiter, die produktionsnah in Baracken untergebracht wurden, ersetzten nicht nur die eingezogenen Arbeitskräfte der Industrie, sondern sicherten auch die Erfüllung von Großaufträgen für die Rüstung. Nach dem EBV war die Stolberger Industrie mit etwa 2.500 Zwangsarbeitern (davon 600 Kriegsgefangene) der größte Einsatzort für Zwangsarbeiter im Landkreis Aachen.
Im Juni 1944, drei Monate vor der Ankunft der amerikanischen Truppen in Stolberg, erreichte die Zwangsarbeiterbeschäftigung mit über 2.200 Zwangsarbeitern und 800 Kriegsgefangenen ihren Zenit. Der Anteil ausländischer Arbeiter in den industriellen und handwerklichen Berufen lag in Stolberg damals bei 40 % (Reichsdurchschnitt 29 %). Insgesamt gab es mindestens 38 größere Zwangsarbeiter- und Kriegsgefangenenlager im gesamten Stadtgebiet.
Im November 1941 errichtete die Gestapo auf dem Gelände der Kali Chemie AG an der Rhenaniastraße ein Lager für 121 jüdische Zwangsarbeiter, die bis Juni 1942 in den benachbarten Fabriken zwölf Stunden pro Tag Zwangsarbeit verrichten mussten und Schikanen der Aufseher ausgesetzt waren.
Im Sommer 1942 existierte ein Durchgangslager in RAD-Baracken in Mausbach, in dem etwa 300 Juden unter unmenschlichen Bedingungen auf ihre Deportation warten mussten. William Prym beschäftigte während des Zweiten Weltkrieges rund 500 Insassen der Gefängnisse Köln und Aachen in sogenannter Heimarbeit. Zur selben Zeit wurden der Stolberger Industrie osteuropäische Zwangsarbeiter in großer Zahl zugewiesen. Im Juni dieses Jahres brachte die Zinkhütte Münsterbusch 106 Männer auf ihrem Betriebsgelände in der Cockerillstraße unter, die Dalli-Werke 42 Frauen und die Aktienspinnerei 20 Frauen. Am 29. Juli 1942 quartierten die Stolberger Vereinigte Glaswerke in einem Lager auf ihrem Betriebsgelände 68 Männer ein. Ab August 1942 mussten bei der Firma Kerpen & Co. und den Stolberger Metallwerken jeweils 22 extern untergebrachte Frauen, und bei William Prym 28 ebenso lokalisierte Männer Zwangsarbeit leisten. An fast allen Standorten sowie im Lager an der Rhenaniastraße wurden nach der Deportation der jüdischen Insassen auch Kriegsgefangene festgehalten, die zur Zwangsarbeit gezwungen wurden. Die Betriebsfeuerwehr galt wegen der von ihr verübten Misshandlungen als „Werks-SS“.
Am 25. April 1944 wurden drei polnische Jugendliche in der Nähe ihres Lagers am Stolberger Bahnhof vor den Augen zahlreicher deutscher Zeugen und Gäste sowie hunderter polnischer Zwangsarbeiter von der Aachener Gestapo hingerichtet, weil sie einige Lebensmittel aus einem Waggon am Aachener Westbahnhof entwendet haben sollen. Insgesamt kamen in Stolberg 52 Zwangsarbeiter zu Tode, davon zum Beispiel einer von sechs Landarbeitern im damaligen Stadtgebiet, der am 16. Dezember 1942 auf einem Bauernhof in Büsbach – ganz in Einklang mit den Empfehlungen der Landesbauernschaft Rheinland – wegen angeblich mangelnder Arbeitsleistung durch Nahrungsverweigerung starb. Am 2. März 1943 wurden fünf Roma-Familien (insgesamt 37 Menschen) von Stolberg ins KZ Auschwitz-Birkenau deportiert. Insgesamt haben 152 bis 177 Menschen infolge des NS-Regimes in Stolberg ihr Leben verloren.
Auf dem Gelände des ehemaligen Zinkhütter Hofs wurde am 20. Januar 2001 ein Denkmal in Form eines aus Stacheldraht geschmiedeten Hakenkreuzes eingeweiht, das der Opfer des Nationalsozialismus gedenkt. Es wurde auf Initiative des ehemaligen SPD-Ratsherrn Matthias Breuer vom Kunstschmied Matthias Peters geschmiedet und durch Spenden von Privatleuten und Unternehmen finanziert. Die kunsthandwerkliche Arbeit gilt als umstritten, da sich der Vorsitzende des jüdischen Zentralrats Paul Spiegel bei einer Besichtigung ob der Hakenkreuzform zutiefst schockiert zeigte.
An der Ecke Rhenaniastraße/Münsterbachstraße auf dem Gelände der ehemaligen Atscher Mühle wurde im dort eingerichteten Berthold-Wolff-Park ein Gedenkstein mit einem Davidstern eingeweiht, der des Lagers an der Rhenaniastraße gedenkt und besonders die jüdischen Zwangsarbeiter erwähnt.
Am Bahnhof wurde ein Mahnmal in Form eines Rades mit der Inschrift „Vergesse nicht“ und „Mabister“ (auf Romanés) errichtet, das an die Deportation der Sinti und Roma aus Stolberg erinnern soll und die Namen der Opfer nennt. Dieses wurde am 2. März 2013 gegen eine Stele mit der Inschrift: „37 Stolberger Roma wurden von hier aus am 2. März 1943 mit der Bahn nach Auschwitz zur Ermordung deportiert“ und den Namen der Deportierten ausgetauscht. Auf Einladung der Stadt Stolberg kamen ehemalige Zwangsarbeiter aus Osteuropa im Jahr 2000 nach Stolberg, wo sie unter anderem an Schulen über ihre Erlebnisse berichteten und kleinere materielle Zuwendungen erhielten.

## Alliierte Besatzung am Ende des Zweiten Weltkrieges
Stollen unter der Burg und an der Zweifallerstraße dienten dem Luftschutz. Noch vor der alliierten Eroberung Aachens am 21. Oktober 1944 drangen amerikanische Truppen am 12. September 1944 bis Stolberg und Schevenhütte vor. Die Kämpfe um diesen sogenannten „Stolberg-Korridor“ brachten Zerstörungen mit sich und erlegten der Zivilbevölkerung große Leiden auf. Evakuierungsbefehle der NS-Behörden wurden vom Bürgermeister weitgehend nicht befolgt. Etwa 10.000 Menschen blieben in Stolberg zurück. Ein Personenzug mit zahlreichen Evakuierten aus Stolberg geriet bei Jülich in einen britischen Tieffliegerangriff. Erst am 20. September wurde Stolberg nach heftigen Kämpfen ganz besetzt. Da die Front in der Nähe blieb, endeten die Beeinträchtigungen durch Kampfhandlungen erst nach dem Fall Eschweilers im November 1944. Die von den Amerikanern eingesetzte Stadtspitze (Bürgermeister Friedrich Deutzmann), insbesondere der stellvertretende Bürgermeister Ludwig Philipp Lude, begann mit der Entnazifizierung der Stadtverwaltung. Am Ende des Zweiten Weltkrieges kam Marlene Dietrich mit den ersten amerikanischen Truppen wieder nach Deutschland und wurde beim Stolberger Bahnhof von einer Deutschen erkannt und zu ihrer großen Überraschung mit Freude begrüßt.

## Nachkriegszeit

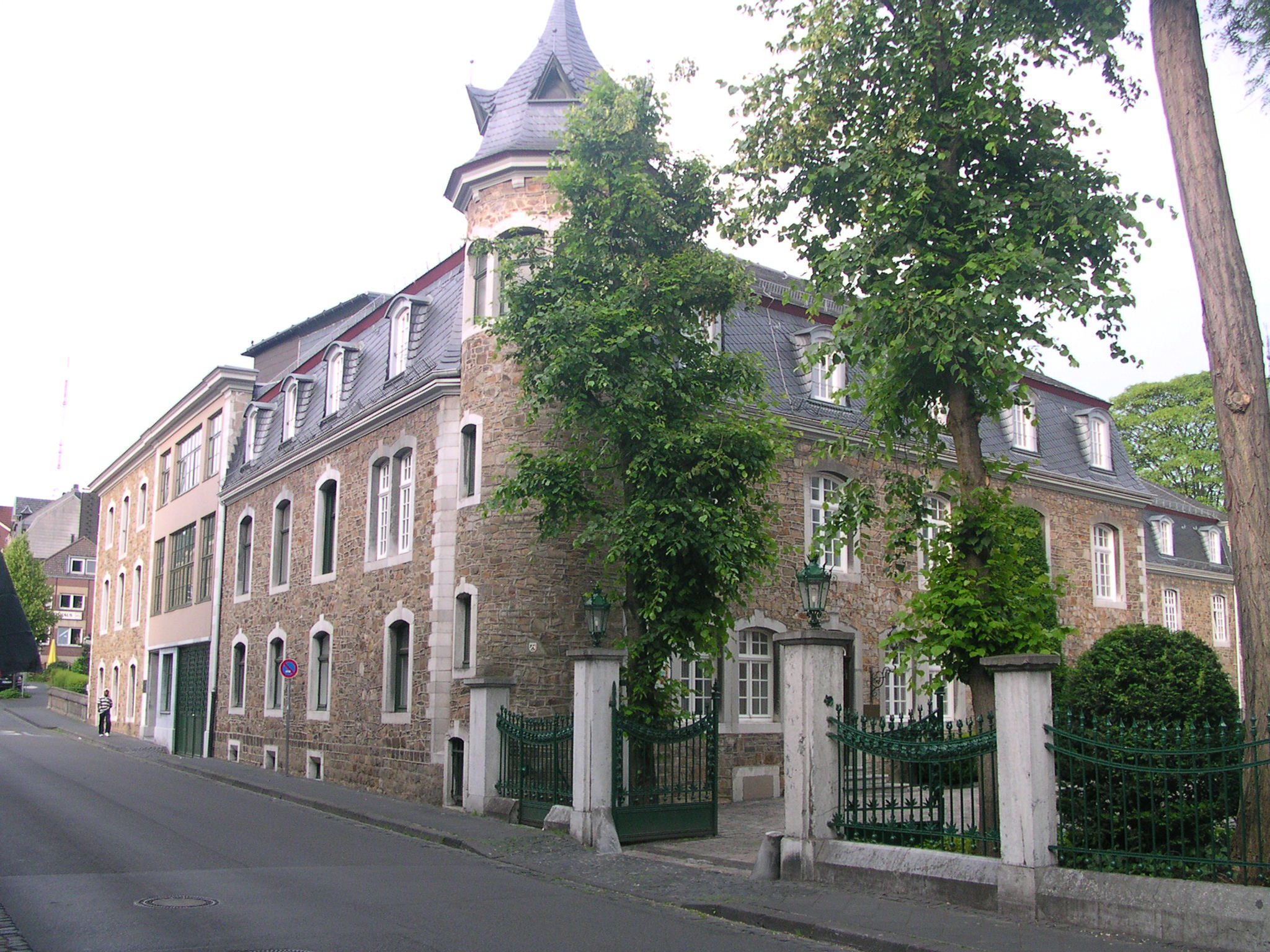
Stammsitz Grünenthal

Nach dem Zweiten Weltkrieg wurde Stolberg Teil der britischen Besatzungszone und gehört seit 1947 zum Land Nordrhein-Westfalen. Flüchtlinge und Vertriebene aus den deutschen Ostgebieten bauten mit teilweise selbst gebrochenen Steinen die Donnerberger Siedlung. Auch in der Velau entstand ein Neubaugebiet für Flüchtlinge und Vertriebene. Nach dem Zweiten Weltkrieg wurden in manchen Stadtteilen, wie in Zweifall und auf dem Donnerberg, nahe der Kirche Gedenkstätten für die Opfer von Krieg und Gewalt errichtet. 1956 wurde der Neubau des Bethlehem-Krankenhauses eingeweiht und ein neues Berufsschulgebäude seiner Bestimmung übergeben. Die Trägerschaft der dort zusammengefassten verschiedenen Berufs-, Berufsfach- und Handelsschulen ging 1970 von der Stadt auf den Kreis über. Der Bau der Stadthalle (25. November 1961 offiziell eröffnet) und die Neubebauung des Areals um den Bastinsweiher, der auch der Kupferhof Ellermühle zum Opfer fiel, waren wichtige Etappen der innerstädtischen Entwicklung. Deutschlandweit in den Medien präsent war die Stadt in den 1960er Jahren durch das von der aus einer 1845 gegründeten Seifenfabrik hervorgegangenen in Stolberg ansässigen Pharmafirma Chemie Grünenthal GmbH produzierte Medikament Contergan; die Anhörungen und Prozesse im so genannten Contergan-Skandal jedoch fanden in Aachen, dem Hauptsitz der Firma, und in Alsdorf statt. Das Bekanntwerden von Gesundheitsschäden bei Stolberger Kindern, den so genannten Bleikindern, und bei Weidevieh durch Schwermetalle, der so genannten Gressenicher Krankheit, gab nach 1965 den Anstoß zu Umweltschutzbemühungen. Im Verlauf der 1960er-Jahre wuchs Stolberg in einer Art 'Kopf-an-Kopf-Rennen' mit Eschweiler zur mit bevölkerungsreichsten Kommune im Kreis Aachen heran.

## Nach der kommunalen Gebietsreform 1972

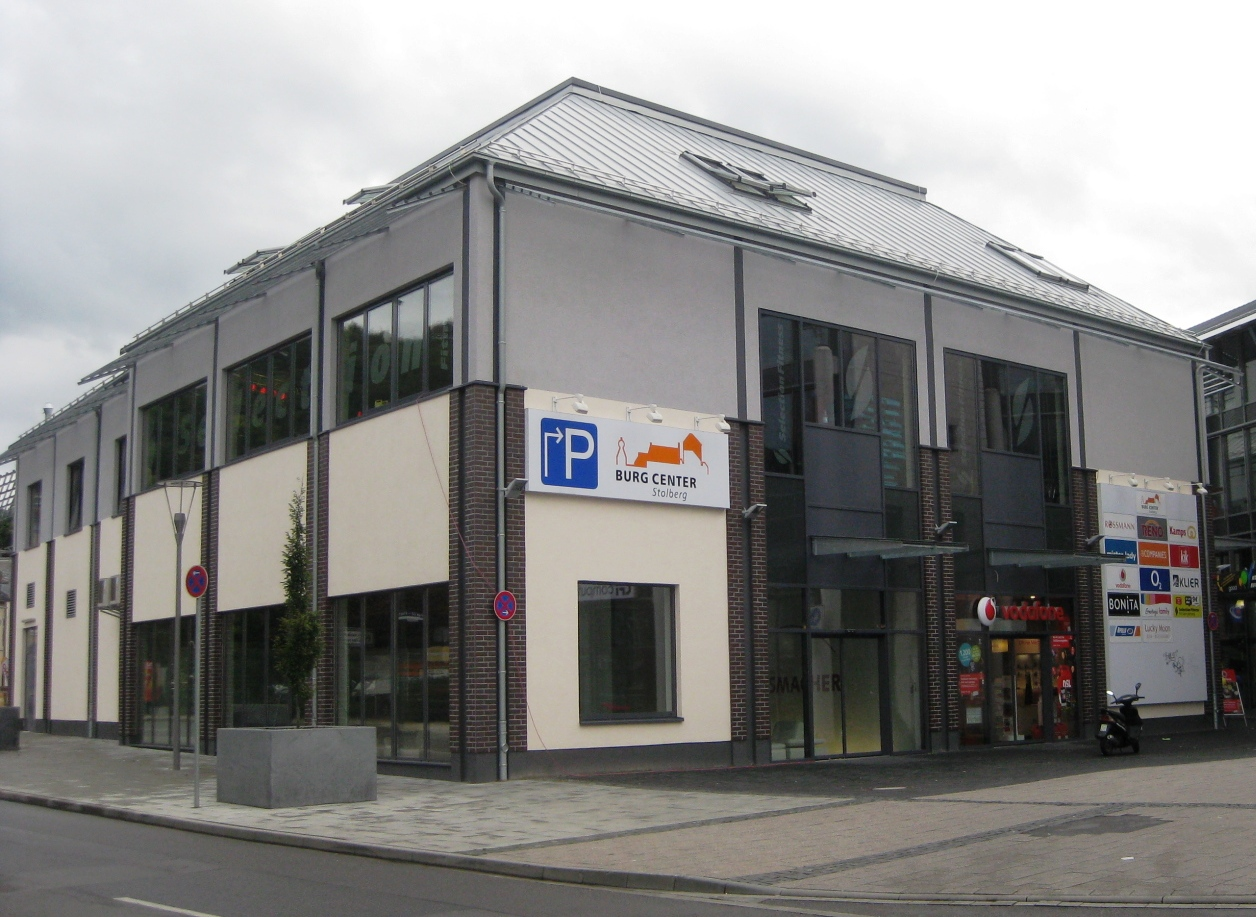
BurgCenter Stolberg (August 2009 eröffnet)

Ende der 1960er-Jahre waren ein Viertel der Schüler des Goethe-Gymnasiums und ein Drittel der Schülerinnen des Mädchengymnasiums Auswärtige. Bei der kommunalen Gebietsreform erfuhr das Stadtgebiet am 1. Januar 1972 entsprechend den Wünschen der Verwaltung eine beträchtliche Erweiterung nach Südosten und verdreifachte sich damit abermals. Die Zuständigkeit für das Amtsgericht wurde am 1. April 1973 an das Amtsgericht Eschweiler abgegeben. In den 1970er-Jahren entstand das neue Rathaus neben dem Alten Rathaus am Kaiserplatz, ferner das Stadion und Hallenbad Glashütterweiher.
In den 1980er-Jahren konnte die Sanierung der Schwermetallhalden weitgehend abgeschlossen und die Oberstolberger Altstadt restauriert werden. Der Steinweg wurde 1987 als Fußgängerzone ausgewiesen und die Salmstraße verkehrsberuhigt.
Die Anzahl der von der Stadt Stolberg zu versorgenden Asylbewerber schnellte 1990 von 131 im Vorjahr auf 562 hoch.
Im Jahre 1988 wurde vor dem ehemaligen Betsaal der jüdischen Gemeinde im Steinweg aus Anlass der 50-jährigen Wiederkehr der Reichspogromnacht eine Gedenktafel in den Boden eingelassen. Eine Parkanlage an der Rhenaniastraße wurde zum Andenken an den namensgleichen jüdischen Textilhändler in Berthold-Wolff-Park umbenannt. Katholische Widerstandskämpfer ehrt die Namensgebung des Kaplan Dunkel-Platzes im Stadtteil Unterstolberg und der Hauptschule Liester als Propst Grüber-Schule. Der Rathausvorplatz heißt nach dem sozialdemokratischen Widerstandskämpfer und späteren ersten Regierungspräsidenten des Regierungsbezirks Aachen nach dem Zweiten Weltkrieg Ludwig-Philipp-Lude-Platz.
In den 1990er-Jahren wurde in Buschmühle ein neuer Zentralfriedhof eingerichtet, 1996 eröffnete das Museum Zinkhütter Hof als Industriemuseum. Ferner wurde die L 238n als Innenstadtumgehung fertiggestellt. Das Dienstleistungszentrum Münsterbusch und das Gewerbegebiet Steinfurt wurden ihrer Bestimmung übergeben. Im umgebauten Gebäude der Ketschenburg-Brauerei zog 1998 die Verwaltung der EWV ein.

## Stolberg im 21. Jahrhundert

Schienenverbindungen um Stolberg, Stand 2017

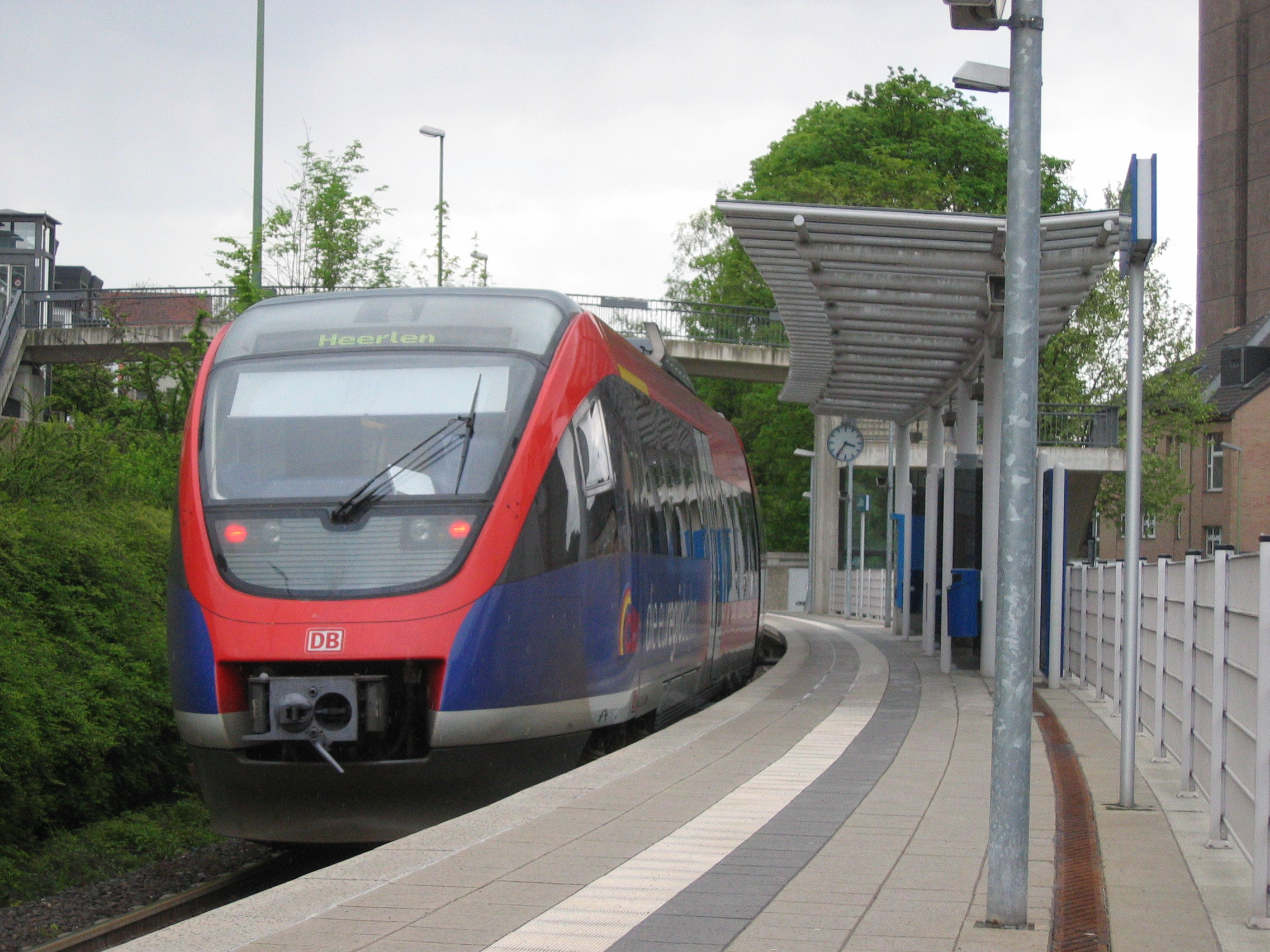
Euregiobahn in Stolberg-Rathaus

Im Jahre 2001 ging die Euregiobahn mit neuen und umbenannten Haltepunkten in Betrieb und erschließt seitdem die Stolberger Innenstadt auf Gleisen für den ÖPNV. 2004 kaufte Stolberg ein südliches Stück des Propsteier Waldes der Stadt Eschweiler ab, um dort auf dem ehemaligen Militärgelände Camp Astrid ein neues Gewerbegebiet für Kleinbetriebe anzusiedeln.
Die Stadt feierte im September 2006 150 Jahre Verleihung der Stadtrechte. Aus diesem Anlass wurde von der Sparkasse Aachen eine Gedenkmedaille aus Silber geprägt.
Mit der Zusammenlegung von Kreis und Stadt Aachen September 2009 ist Stolberg eine der zehn Gemeinden der neuen Städteregion Aachen.
Während des strengen Winters stürzte am 25. Dezember 2010 im Stadtteil Mausbach das Dach einer Reithalle und im Stadtteil Zweifall das Dach einer Sägewerkshalle ein.

## Überblick über die Gebiets- und Bevölkerungsentwicklung
- Frühe Neuzeit: Herrlichkeit, Marie und Bürgermeisterei Stolberg 318 ha
- 1823 Eingemeindung des Stadtteils Mühle (heute Unterstolberg) von Eschweiler
- 1913 Schneidmühle und Jordansberg von der Gemeinde Büsbach
- 1920 das Gebiet Hammerberg von der Gemeinde Hastenrath
- 1925 umfasst das Stadtgebiet 456 ha (bei ca. 17.000 Einwohnern).
- 1932 Eingemeindung des sog. Hastenrather Zipfels (Burgholzer Hof, Niederhof, Hochweger Hof und Steffenshof, insgesamt 268 ha) von der Gemeinde Hastenrath
- 1935 Eingemeindungen: Das Stadtgebiet verdreifacht sich auf 2.890 ha:
  - Donnerberg, Duffenter, Birkengang, Velau, Steinfurt sowie den Südwesten des Propsteier Waldes (Steinbachshochwald) (rund 500 ha Gebiet) von Eschweiler
  - Atsch von Eilendorf
  - Gemeinde Büsbach mit den Ortsteilen Büsbach, Dorff, Münsterbusch und Kohlbusch
- 1972 Eingemeindungen im Rahmen der kommunalen Gebietsreform:
  - Gemeinde Gressenich 41,1 km², 9.415 Einwohner
  - Vicht, Breinig, Venwegen (von Kornelimünster) 17 km², 5.343 Einwohner
  - Zweifall (von Roetgen) 10,8 km², 2.030 Einwohner
- 1972 Grenzkorrekturen: Bayerhaus an Aachen und Gebiet bei Steinfurt an Eschweiler
- 2004 Kauf eines südlichen Teils des Propsteier Waldes von Eschweiler

| Datum                     | Quelle                            | Einwohnerzahl          |
| ------------------------- | --------------------------------- | ---------------------- |
| 16. Jahrhundert           | Schätzung                         | um 150                 |
| 1610                      | Zählung                           | 78 „huldige Lehnsleut“ |
| Ende des 17. Jahrhunderts | Schätzung                         | um 600                 |
| 1794                      | Zählung                           | 1.540 in 270 Häusern   |
| 1800                      | Zählung im frz. Departement       | 1.900                  |
| 1816                      | -                                 | 2.583                  |
| 1825                      | -                                 | 3.076                  |
| 1849                      | -                                 | 4.457                  |
| 1856                      | -                                 | 6.581                  |
| 1885                      | -                                 | 11.835                 |
| 1905                      | -                                 | 14.963                 |
| 1925                      | -                                 | ca. 17.000             |
| 1935                      | -                                 | 30.215                 |
| 1939                      | Volkszählung                      | 29.511                 |
| 1950                      | Volkszählung                      | 31.742                 |
| 1. Januar 1956            | -                                 | 35.512                 |
| 1961                      | Volkszählung                      | 37.462                 |
| 31. Dezember 1971         | vor der kommunalen Neugliederung  | 40.566                 |
| 1. Januar 1972            | nach der kommunalen Neugliederung | 57.266                 |
| 1987                      | Volkszählung                      | 55.747                 |
| 1. Januar 2002            | Stadtverwaltung                   | 60.286                 |
| 31. Dezember 2005         | Stadtverwaltung                   | 58.023                 |

## Wirtschaftsgeschichte

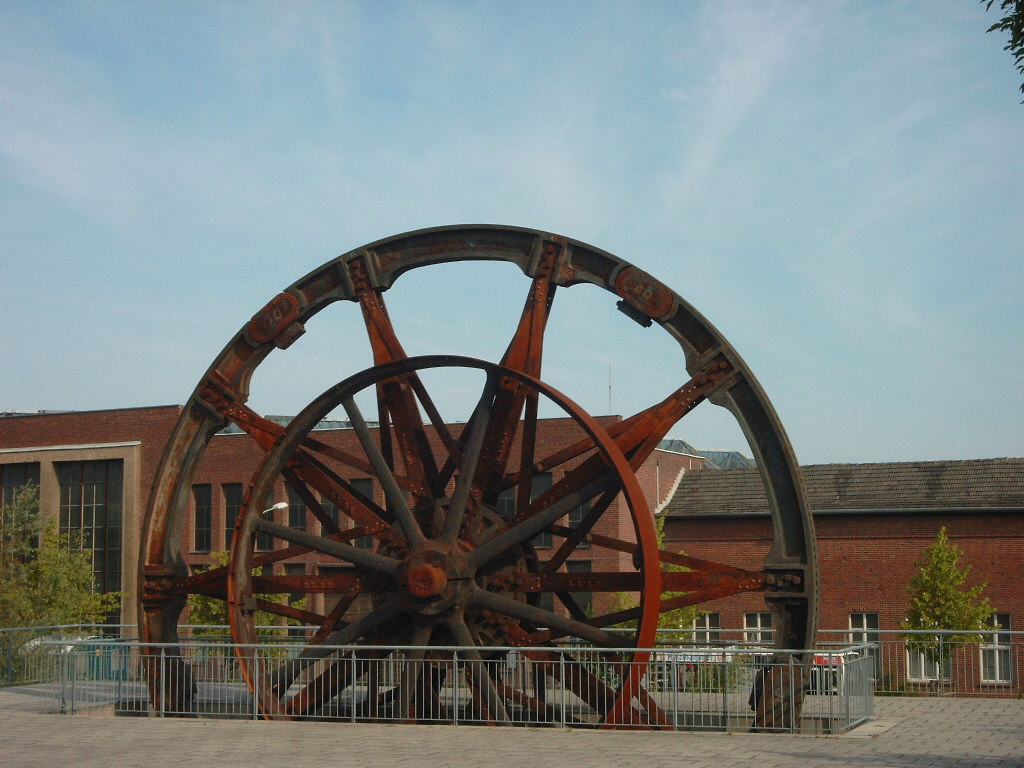
Am Museum Zinkhütter Hof

Über Jahrhunderte prägten Erze und daraus resultierend eisen-, zink-, blei- und messingverarbeitende Industrie die Wirtschaftsstruktur Stolbergs. Die Kupfermeister drückten der Stadt ihren Stempel auf. Glasproduzierende Werke, „Chemische Unternehmen“ und in letzter Zeit zunehmend Dienstleistungen bilden weitere Standbeine.